# Lualaba tartomány
A Lualaba tartomány a Kongói Demokratikus Köztársaság 2005-ös alkotmánya által létrehozott közigazgatási egység. Az alkotmány 2009. február 18-án, 36 hónappal az alkotmányt elfogadó népszavazás után lép hatályba. Az új alkotmány a jelenlegi Katanga tartományt négy részre osztja, melyeknek egyike a Lualaba tartomány. A tartomány az ország déli részén fekszik. Fővárosa Kolwezi. A tartomány nemzeti nyelve a szuahéli.

## Története
- 1960. január 21. Lualaba tartomány kiválik a Katanga tartományból
- 1966. április 24. Lualaba tartomány egyesül a Katanga Oriental tartománnyal és létrejön Dél-Katanga (Sud Katanga) tartomány.
- 1966. december 28. Dél-Katanga visszakerül Katanga tartományhoz.

### Elnökei (1965-től kormányzó)
1963. szeptember 23. - 1966. április 24.  Dominique Diur

## Területi felosztása
A tartomány körzetei az új alkotmány szerint:
- Sandoa
- Mutshatasha-Kolwezi
- Lubudi
- Kapanga
- Dilolo

## Külső hivatkozások
- Lualaba tartomány körzeti felosztása
- A Kongói Demokratikus Köztársaság tartományai és azok vezetői